# Neoprogressive
Neoprogressive (abbreviato anche in neoprog) è un genere e un movimento musicale sviluppatisi negli anni ottanta e orientati al revival del rock progressivo degli anni settanta. L'espressione neoprogressive iniziò a diffondersi alla metà degli anni ottanta, con riferimento a gruppi come Marillion, Pendragon, IQ, Pallas e altri.

## Introduzione storica

### La fine del rock progressivo classico
Il rock progressivo, nelle sue varie forme, rappresentò negli anni settanta uno dei generi più popolari del panorama rock. Gruppi come King Crimson, Yes, Genesis, Emerson, Lake & Palmer, Gentle Giant, Van der Graaf Generator o Pink Floyd potevano contare su un grandissimo seguito e, all'apice delle loro carriere, vendevano milioni di dischi e riempivano interi stadi con le loro esibizioni dal vivo. Verso la fine degli anni settanta il vento mutò rapidamente direzione; l'emergere di nuovi movimenti e generi musicali come il punk, la disco music, la new wave o l'heavy metal creò un nuovo panorama musicale in cui il progressive era relegato a un ruolo sempre più marginale. Molti dei grandi del progressive cercarono di adattarsi alla nuova scena musicale con vistosi mutamenti di rotta a favore di soluzioni rock/pop più orientate all'easy listening e alla cosiddetta "era di MTV"; si pensi per esempio ai Genesis, che dopo la transizione di Duke approdavano, nel 1983, alla hit Mama, ben lontana dai canoni che avevano reso celebre il gruppo ai tempi di Foxtrot o Selling England by the Pound. Molti gruppi storici di rock progressivo finirono per sciogliersi a cavallo fra gli anni settanta e ottanta (si pensi per esempio ai Gentle Giant o ai Van der Graaf Generator). Persino gli Yes, in seguito rivelatisi campioni di longevità sulla scena del rock progressivo, finirono nel 1980 per creare un sodalizio con i Buggles di Video Killed the Radio Star, da cui emerse una formazione che aveva poco in comune con quella di Fragile o Close to the Edge.
In questo contesto, il pubblico degli affezionati del genere progressivo si trasformò in una sorta di élite che, esclusa dai grandi canali di comunicazione, si esprimeva con fanzine (in Italia soprattutto Paperlate), raduni di appassionati, ed esigui spazi dedicati su emittenti radio minori. L'avvento di Internet (e in particolare del Web) contribuì a dare la possibilità a questi "nostalgici" di coordinarsi e comunicare attraverso il mondo, formando una rete di estimatori ben informati. Questo pubblico seguiva (spesso con qualche perplessità) le ultime evoluzioni dei grandi del progressive, come i già citati Genesis, i Pink Floyd, gli Yes e i King Crimson; gli spin off di questi gruppi classici, come Asia, Mike + The Mechanics, UK, Roger Waters; o le (poche) nuove tendenze, come il lavoro di Peter Gabriel e Kate Bush.

### L'avvento del neoprogressive
Fra l'inizio e la metà degli anni ottanta iniziarono ad apparire sulla scena gruppi progressive di nuova generazione, tipicamente fondati da musicisti che erano stati fan dei grandi gruppi del decennio precedente e cercavano abbastanza esplicitamente di emularne lo stile. A differenza dei loro predecessori, questi gruppi avevano tipicamente scarse velleità di successo commerciale, e miravano invece a conquistarsi l'apprezzamento del "sommerso" pubblico del progressive. Non raramente, questi gruppi eseguivano nei loro concerti cover dei giganti del progressive, o addirittura si presentavano, almeno all'inizio delle loro carriere, come vere e proprie tribute band.
Già in passato alcuni gruppi della scena Canterbury a partire dalla metà degli anni settanta avevano tentato di svecchiare il suono dei vecchi gruppi, tra questi i Camel, caratterizzati da sempre da un suono molto delicato e da tastiere iperveloci e atmosfere sognanti. Questi ultimi rappresentarono la fonte ispiratrice dei primi Pendragon, il cantato debole di Nick Barrett è infatti molto simile ad Andy Latimer ed anche lo stile chitarristico ne ricalca queste influenze. Un caso anomalo è rappresentato, invece, dai canadesi Rush, i quali, affermatisi come band di hard rock e progressive "classico" negli anni settanta, proposero nel decennio successivo sonorità elettroniche e dominate dalle tastiere affini a quelle del nascente neoprog.
Alla metà degli anni ottanta, questo movimento di artisti progressive di nuova generazione comprendeva tra gli altri i Marillion, gli IQ, i Twelfth Night, i Pendragon e i Pallas. In questo periodo nacque l'espressione new progressive (in italiano talvolta tradotta in neoprogressive o rock neoprogressivo) per riferirsi a questi gruppi (in questo periodo la fanzine italiana di progressive Paperlate iniziò a occuparsi quasi esclusivamente di new progressive, e diede persino vita a una fanzine figlia dedicata ai Marillion, Real to Read).
Il neoprogressive era principalmente espressione di una nostalgia verso un particolare genere di rock progressivo, il rock sinfonico. I principali riferimenti erano Genesis, Van der Graaf Generator, Pink Floyd, King Crimson. Le affinità delle soluzioni ritmiche, melodiche, sonore e tecniche fra il new progressive e il rock sinfonico classico erano evidenti, tuttavia si deve attribuire un grande merito alle nuove band per avere smussato l'eccessiva complessità dei brani e per aver reso più naturali le transizioni di diversi temi all'interno delle loro composizioni. 
Fra i più emulati si possono citare David Gilmour dei Pink Floyd (evidentemente modello principale di Steve Rothery dei Marillion), le tastiere di Tony Banks dei Genesis (imitate da moltissimi, incluso Martin Orford degli IQ), lo stile vocale di Peter Gabriel e di Peter Hammill.
Molti di questi gruppi seppero realizzare opere che divennero veri e propri "classici" per i fautori del rock progressivo. La trilogia iniziale dei già citati Marillion, per esempio (Script for a Jester's Tear, Fugazi e Misplaced Childhood), fu in considerata di grandissimo valore artistico e molti gruppi nei decenni successivi cercarono di imitarne lo stile; lo stesso si può dire di album degli IQ come The Wake e Tales from the Lush Attic, o del live dei Twelfth Night Live and Let Live. Quest'ultimo gruppo si può prendere ad esempio della capacità di innovazione del movimento neoprogressive; le loro esibizioni dal vivo (e i loro album in studio in misura minore) univano musicalità progressive a elementi new wave o addirittura punk, all'impegno politico (elemento generalmente assente o quasi assente nel rock progressivo tradizionale) e a una teatralità che potrebbe ricordare Frank Zappa.

### L'evoluzione del neoprogressive
Il messaggio musicale della maggior parte dei gruppi neoprogressive era in qualche modo in una posizione di (difficile) equilibrio fra la ricercatezza delle soluzioni del rock progressivo (composizioni profondamente strutturate, soluzioni ritmiche d'avanguardia, contaminazioni jazz e classiche e così via) e il tentativo di non allontanarsi in misura eccessiva dalla pop e rock mainstream. Gli obiettivi musicali di questi gruppi erano in genere meno ambiziosi di quelli dei loro predecessori. Alcuni di essi elaborarono soluzioni di compromesso anche molto particolari; un esempio per tutti è il già menzionato Misplaced Childhood dei Marillion, un concept album che può essere interpretato sia come una lunghissima suite, sia come una sequenza di brani di 3-5 minuti (e quindi adatti a MTV e alla radio) potenzialmente indipendenti.
Il fenomeno del successo di pubblico dei Marillion fu comunque una parentesi piuttosto breve, e in seguito il neoprogressive tornò a essere alimentato da un pubblico elitario, non numeroso ma fedele e molto attivo. I grandi gruppi neoprogressive degli anni ottanta (soprattutto, ma non solo, Marillion, IQ e Pendragon) riuscirono a trovare i mezzi per dare vita a discografie molto ricche, e la maggior parte di essi sono ancora attivi, confluendo in un mercato musicale con un certo seguito (seppure sempre di nicchia) che include anche generi affini come il progressive metal (vedi Dream Theater, Spock's Beard).
Dagli anni 2000 ad oggi, il genere continuò a ravvivarsi e a portare nuova linfa vitale. Basti pensare ai tedeschi Sylvan che ebbero un buon successo commerciale, o ai britannici Frost*. Questi ultimi apportarono diverse novità al genere come alcune tecniche derivate dal progressive metal ma smussandole bene e adeguandole ad un sound più elegante ed orecchiabile simile al rock alternativo o al grunge degli anni novanta, inserendo loop elettronici su arpeggi di chitarra precampionati. Un altro gruppo che si affermò in questi anni seguendo le orme dei primi Marillion furono gli Arena che inserirono nuove sfumature metal all'interno della loro musica pur differenziandosi dai classici gruppi progressive metal; qui la musica prende le armonie e le atmosfere cupe del progressive metal con la ritmica e la leggerezza del neoprogressive. Altra band degna di nota sono i polacchi "Millennium" ed i neozelandesi Silhouette influenzati dai primi Marillion, che apportarono sensazionali nuove idee incorporando la musica classica e sinfonica con suoni più attuali basati su sintetizzatori digitali, arricchiti da un cantato sontuoso e teatrale, fino ad arrivare agli italiani Wood of Light con il concept album Feelikescaping o i Silver Key, che nel 2012 pubblicarono l'album di debutto In the Land of Dreams, caratterizzato da sonorità elettroniche e in parte sinfoniche, ma distaccato rispetto al progressive degli anni settanta.